# Église du Sauveur de Madrid
L'église du Sauveur (espagnol : iglesia de El Salvador) est un lieu de culte protestant situé 5 calle del Noviciado à Madrid. La paroisse est membre de l'Église évangélique espagnole.

## Histoire
Après la Révolution de 1868, les protestants obtiennent le droit d'exercer leur religion en Espagne. En janvier 1869, la communauté protestante célèbre un premier culte dans un local de la plaza de Santa Catalina de los Donados, au centre de Madrid. En mars, un nouveau local est inauguré calle de la Madera, dans le quartier de Malasaña. Il peut accueillir près de 800 fidèles. En mai 1870, le nombre d'inscrits à l’Église est de 1170. 
Un nouveau local est inauguré en juillet 1870, sur la plazuela del Limón, à proximité de l'église actuelle. Son pasteur est un missionnaire écossais, M. Jameson. Elle adopte le nom de El Salvador en 1872 et s'inscrit dans la tradition presbytérienne (calviniste - réformée). En avril 1872, elle cofonde lors du synode de Séville l’Église chrétienne espagnole (Iglesia Cristiana Española). En 1874, l'église déménage dans la calle Leganitos - elle accueille la Société biblique, les locaux du journal El Cristiano et une chapelle anglicane. Un de ses premiers pasteurs est Cipriano Tornos, ancien confesseur catholique de la reine Isabelle II converti à la Réforme. 
Le legs d'un fidèle permet d'envisager la construction d'une véritable église. L'architecte Luis Lopes dessine les plans en 1913. En plus du lieu de culte, sont édifiés une école, une infirmerie et un logement pour le pasteur. En mars 1915 est inaugurée lors d'un culte l'église du Sauveur. L’Église est étroitement surveillée sous le régime franquiste. En 1996 est fondée l'Action sociale protestante (ASP), une association d'entraide caritative. 
La paroisse est le siège de l'Église évangélique espagnole, membre de la Communion mondiale d'Églises réformées, du Conseil méthodiste mondial et de Conseil œcuménique des Églises depuis sa fondation en 1948.

## Architecture

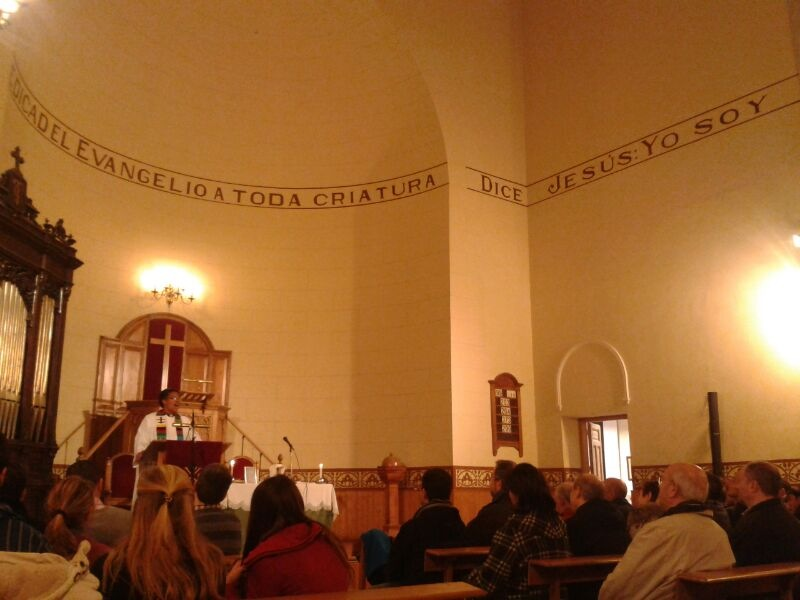
Intérieur.

L'église est un édifice en brique de style néo-mudéjar, avec des arcs outrepassés dans lesquels s'inscrivent des croix huguenotes. Elle jouxte le siège de la Société royale espagnole d'histoire naturelle. Deux patios, de part et d'autre de la chapelle, apportent de la lumière dans les trois bâtiments.
A l'intérieur, des versets sont peints sur les murs, « Dice Jesus : yo soy la luz del mundo. » (Évangile selon Jean 8, 12) et dans le chœur « Predicad el Evangelio a toda criatura » (Évangile selon Marc 16, 15).